# (31996) Goecknerwald
2000 HO42 (asteroide 31996) é um asteroide da cintura principal. Possui uma excentricidade de 0.12792200 e uma inclinação de 6.06570º.
Este asteroide foi descoberto no dia 29 de abril de 2000 por LINEAR em Socorro.